# 特雷克河
特雷克河（法語：Trec，法語發音：[tʁɛk]）是法国新阿基坦大区洛特-加龍省的河流，是加龍河的右支流，长25.6千米，发源自蒙蒂尼亚克-图皮讷里，在马尔芒德流入加龙河。